# ۶۴۴ (خورشیدی)
۶۴۴ ششصد و چهل و چهارمین سال هجری خورشیدی است.